# 리친펑
리 코토미,(李琴峰, 1989년 12월 26일 ~ )은 대만 태생의 픽션 작가, 번역가, 수필가이다. 중국어와 일본어로 집필한다. 리친펑의 일본 소설 히토리마이(独り舞)는 2017년에 제60회 군조신인문학상을 수상했다. 2021년에는 피안꽃이 피는 섬(彼岸花が咲く島)이라는 작품으로 제165회 아쿠타가와 류노스케상을 수상했다.